# Fernando Rufino
Fernando Rufino de Paulo (Mato Grosso do Sul, 22 de maig de 1985) és un paracanoista brasiler. Va representar al seu país en els Jocs Paralímpics d'Estiu 2020, en la prova masculina VL2 i va guanyar una medalla d'or.